# Estádio Palogrande
O Estádio Palogrande é um estádio localizado na cidade de Manizales, na Colômbia. É a casa do Once Caldas.
Foi inaugurado em 30 de julho de 1994, com um amistoso entre Once Caldas e Cruzeiro, vitória do visitante por 5 a 2, e depois reinaugurado com um empate entre Once Caldas e Internacional por 1 a 1 em 1996, ambas agremiações brasileiras.
Tem capacidade para 36.553 espectadores e foi uma das sedes da Copa América de 2001.
Em 2004, recebeu a final da Copa Libertadores da América de 2004, quando o Once Caldas empatou com o Boca Juniors e garantiu o título na disputa por pênaltis.